# Christophe Pourcel
Christophe Pourcel   (Marsella, 16 d'agost de 1988) és un pilot de motocròs occità, Campió del Món en categoria MX2 el 2006 amb Kawasaki.
A 1 de gener de 2013

## Trajectòria esportiva
Pourcel debutà en competició internacional el 2003 tot guanyant el Campionat d'Europa de 85 cc i l'any següent passà al mundial, on aviat es feu un nom entre els seus rivals. Aconseguí qualificar-se per a totes les curses de MX2 tot i pilotar una motocicleta de 125 cc i haver de córrer contra motos de 250 cc. Acabà la seva primera temporada completa al Mundial de motocròs, el 2005, en cinquena posició final, guanyant un Gran Premi (República Txeca).
El 2006, juntament amb el seu germà Sébastien esdevingué oficial de Kawasaki, a l'equip GPKR fundat pel seu pare Roger i en Patrick Gelade. Aquell any guanyà el seu títol mundial, esdevenint el tercer pilot més jove a fer-ho en la història d'aquest esport. Després de competir a MX2 durant el 2007, Pourcel patí una catastròfica topada al Gran Premi d'Irlanda, fracturant-se el sacre i ocasionant-se una paràlisi parcial. Després d'esmerçar el 2008 en la seva recuperació, un cop refet competí al Campionat AMA de motocròs i al de Supercross.
El 28 de març del 2009 guanyà el Campionat AMA Lites East de Supercross i més tard acabà segon a la general al de Motocròs en categoria 250. El 2010 repetí ambdós resultats en tots dos campionats.

## Palmarès al Campionat del Món de Motocròs
| Any                    | Motocicleta | MX1 | MX2 |
| ---------------------- | ----------- | --- | --- |
| 2004                   | Kawasaki    | -   | 34è |
| 2005                   | Kawasaki    | -   | 5è  |
| 2006                   | Kawasaki    | -   | 1r  |
| 2007                   | Kawasaki    | -   | 3r  |
| 2008                   | Kawasaki    | -   | -   |
| 2009 - 2011: EUA (AMA) |             |     |     |
| 2012                   | Kawasaki    | 4t  | -   |

1. ↑  Lesionat.

### Resultats per Gran Premi
Nota.- Es mostren només les temporades en què acabà en posició de podi.
(Llegenda)
| Any Campionat | Rda 1 | Rda 2 | Rda 3 | Rda 4 | Rda 5 | Rda 6 | Rda 7 | Rda 8 | Rda 9 | Rda 10 | Rda 11 | Rda 12 | Rda 13 | Rda 14 | Rda 15 | Rda 16 | Rda 17 | Posició mitjana | % Podis | Posició |
| ------------- | ----- | ----- | ----- | ----- | ----- | ----- | ----- | ----- | ----- | ------ | ------ | ------ | ------ | ------ | ------ | ------ | ------ | --------------- | ------- | ------- |
| 2006 MX2      | 5     | 5     | 2     | 1     | 4     | 3     | 3     | 6     | 4     | 2      | 2      | 2      | 2      | 1      | 3      | -      | -      | 3,00            | 67%     | 1r      |
| 2007 MX2      | 4     | 2     | 11    | 5     | 2     | 1     | 2     | 4     | 4     | 1      | 5      | 9      | OUT    | OUT    | OUT    | -      | -      | 4,17            | 42%     | 3r      |

## Resultats per any als campionats AMA
(Llegenda)
| Any Campionat | Rda 1 | Rda 2 | Rda 3 | Rda 4 | Rda 5 | Rda 6 | Rda 7 | Rda 8 | Rda 9 | Rda 10 | Rda 11 | Rda 12 | Rda 13 | Rda 14 | Rda 15 | Rda 16 | Rda 17 | Posició mitjana | % Podis | Posició |
| ------------- | ----- | ----- | ----- | ----- | ----- | ----- | ----- | ----- | ----- | ------ | ------ | ------ | ------ | ------ | ------ | ------ | ------ | --------------- | ------- | ------- |
| 2009 SX-E     | -     | -     | -     | 1     | -     | -     | -     | 1     | 2     | 1      | 4      | 5      | 1      | 1      | -      | -      | 1      | 1,89            | 78%     | 1r      |
| 2009 250 MX   | 2     | 1     | 2     | 1     | 2     | 2     | 2     | 3     | 1     | 2      | 18     | 1      | -      | -      | -      | -      | -      | 3,08            | 92%     | 2n      |
| 2010 SX-E     | -     | -     | -     | -     | -     | -     | 1     | 1     | 1     | 3      | 7      | 1      | 1      | 20     | -      | -      | 3      | 3,89            | 78%     | 1r      |
| 2010 250 MX   | 2     | 1     | 2     | 4     | 1     | 3     | 5     | 2     | 7     | 5      | 2      | 37     | -      | -      | -      | -      | -      | 6,17            | 58%     | 3r      |